# Robert Mejía
Robert Andrés Mejía Navarrete (* 6. Oktober 2000 in Puerto Tejada) ist ein kolumbianischer Fußballspieler.

## Karriere

### Verein
Mejía begann seine Karriere bei Deportes Quindío. Zur Saison 2016 wechselte er zu Zweitligist Boca Juniors de Cali. Für die Boca Juniors kam er in drei Spielzeiten zu 46 Einsätzen in der Categoría Primera B. Zur Saison 2019 schloss er sich Universitario Popayán an. Im Juli 2019 wechselte er zu Erstligist Once Caldas. Im Februar 2020 gab er sein Debüt in der Categoría Primera A. In der Saison 2020 kam er insgesamt zu 17 Einsätzen in der höchsten Spielklasse. In der Saison 2021 absolvierte er 33 Partien.
Nach 22 Einsätzen in der Saison 2022 wechselte Mejía im August 2022 leihweise in die Türkei zu Giresunspor. Für Giresun spielte er 29 Mal in der Süper Lig, aus der er mit dem Team aber abstieg. Im August 2023 wurde der Mittelfeldspieler anschließend innerhalb Kolumbiens weiterverliehen und schloss sich Atlético Nacional. Für Atlético spielte er während der Leihe 38 Mal in der höchsten Spielklasse. Nach dem Ende der Leihe kehrte er im Sommer 2024 zu Once Caldas zurück.
Für Once kam er zu weiteren sechs Einsätzen, ehe er im September 2024 ein drittes Mal verliehen wurde, diesmal nach Russland an den Erstliga-Aufsteiger FK Chimki.

### Nationalmannschaft
Mejía nahm 2017 mit der kolumbianischen U-17-Auswahl an der Südamerikameisterschaft teil. Während des Turniers kam er in allen neun Partien zum Einsatz, mit Kolumbien wurde er Vierter und qualifizierte sich somit für die WM im selben Jahr. Für diese wurde Mejía ebenfalls nominiert und absolvierte alle vier Partien seines Landes, Kolumbien schied im Achtelfinale aus.